# Jadamakanhalli, Bangarapet
Jadamakanhalli là một làng thuộc tehsil Bangarapet, huyện Kolar, bang Karnataka, Ấn Độ.